# Nelly Ernst
Petronella (Nelly) Johanna Ernst (Utrecht, 19 januari 1905 - Amsterdam, 17 oktober 1950), was een Nederlands actrice en balletdanseres.
Ernst voltooide de MULO en deed hierna een opleiding tot stenotypiste, maar in haar vrije tijd nam zij balletlessen. In 1921, in een periode dat zij werkzaam was als secretaresse van de directeur van De Nederlandsche Opera, Gerhardus Hendricus Koopman, kreeg zij de kans in te vallen voor een zieke danseres. 
Ernst maakte hierna deel uit van het ballet van Louis Bouwmeester jr., maar speelde later voornamelijk in toneelvoorstellingen, operettes en de musical No, No, Nanette. Vanaf 1932 tot 1941 was zij actief bij het toneelgezelschap "De Jonge Spelers".  Een stuk waarin Ernst in die tijd speelde was onder meer Massamens van Ernst Tollen. Daarnaast acteerde zij in veel toneelstukken van Herman Heijermans.
Ernst overleed aan een ernstige ziekte en toneelmensen, onder wie Albert van Dalsum, Cor Hermus en vele anderen, namen afscheid van haar in de Amsterdamse Stadsschouwburg.
Films waarin Ernst meespeelde waren Moderne Landhaaien (1926) en Een koninkrijk voor een huis (1949).
Ze was dochter van kantoorbediende Joannes Theodorus David Ernst en Paulina van Leersum. Ernst was achtereenvolgens getrouwd met de acteurs Willem Faassen en Ben Groeneveld en vanaf 1945 met Hans Boekman. Haar dochter Paula (Paulina Wilhelmina) Faassen was gehuwd met acteur Rob de Vries. Nelly's kleinzonen Edwin de Vries en Bart de Vries werden eveneens acteurs.